# Escola Superior de Belas Artes (Estocolmo)
A Escola Superior de Belas Artes (KKH; em sueco:  Kungliga Konsthögskolan;  PRONÚNCIA; vulgarmente Konsthögskolan ou "Mejan"; em inglês:  Royal Institute of Art) é uma instituição pública de ensino superior na cidade de Estocolmo, na Suécia.

Está localizada, desde 1995, na ilha de Skeppsholmen, na parte central da cidade de Estocolmo.      

Foi fundada em 1978. Foi parte da Academia Real de Artes da Suécia no período de 1773-1978                                     

### Estudantes, professores e funcionários
Em 2023, a Escola tinha  217 estudantes e 73 funcionários, incluindo 28 professores.

### Biblioteca
Dispõe de uma biblioteca, com obras relacionadas com os programas de estudo  da escola, sobre as belas artes.

### Cursos e programas
Oferece um programa de cinco anos em Belas Artes, um programa de Mestrado em Belas Artes e cursos avançados em arquitetura, arte e filosofia da arte.

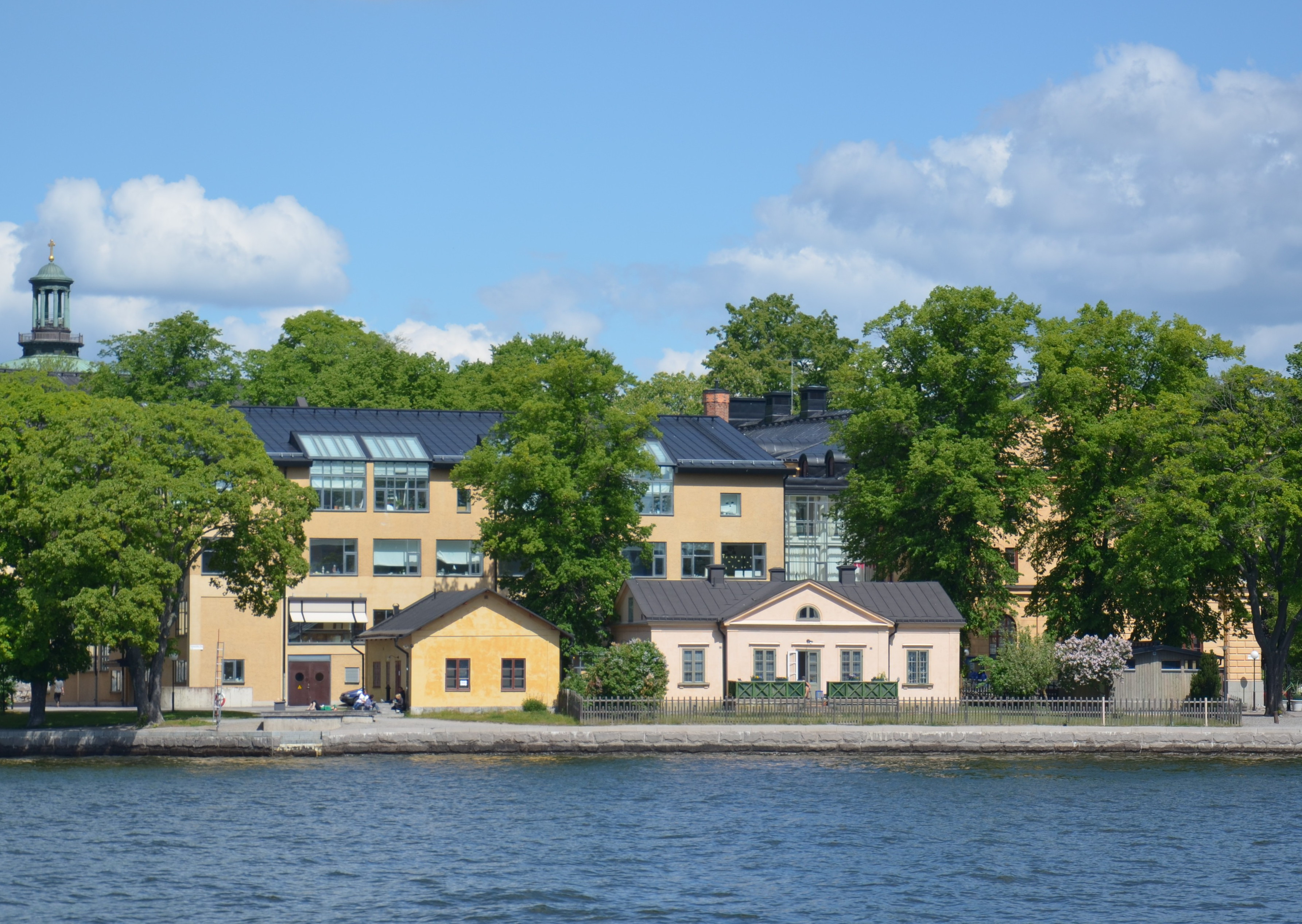
A Escola Superior de Belas Artes, vista do curso de água de Strömmen
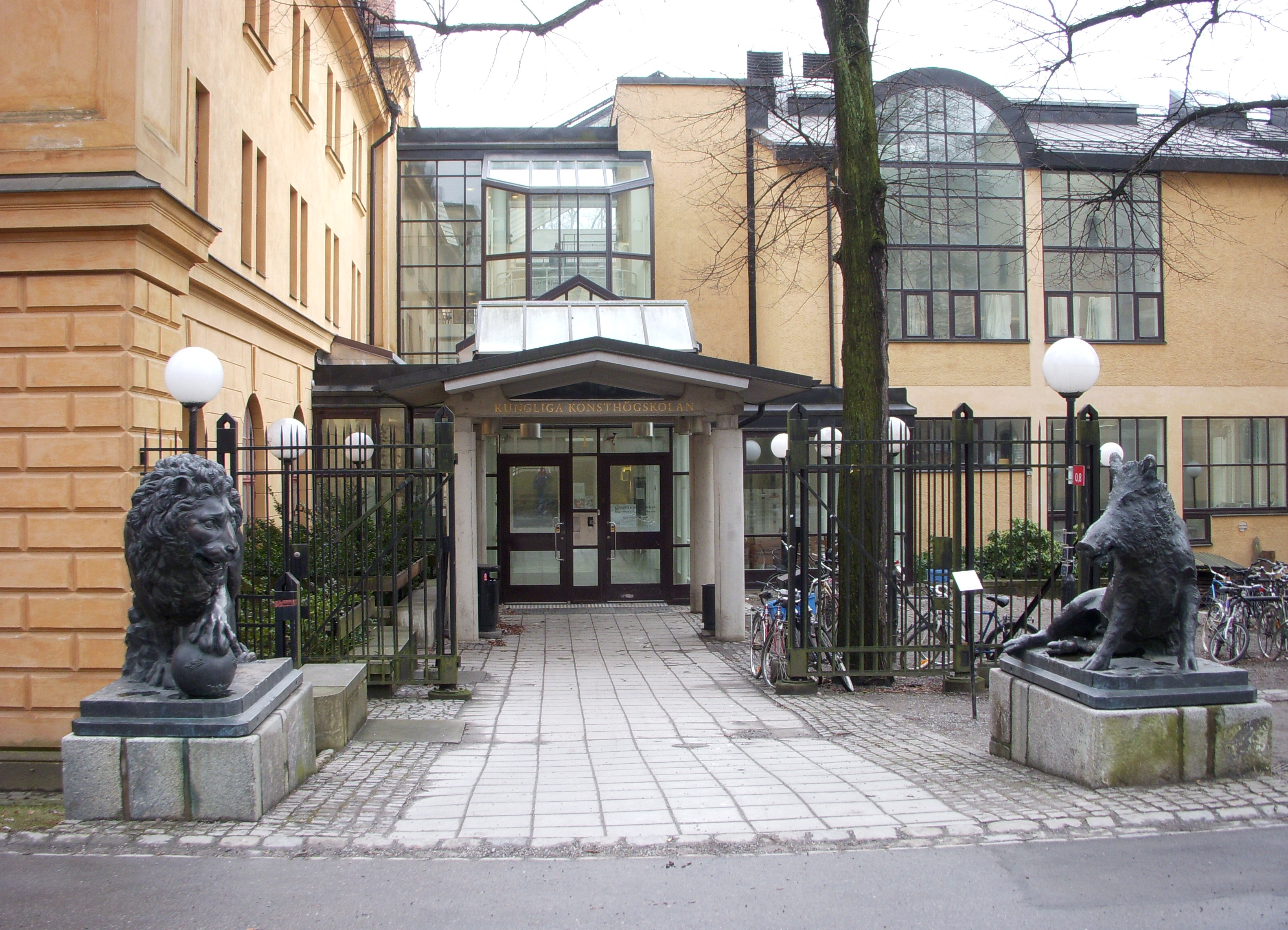
O leão e o porco à entrada do edifício
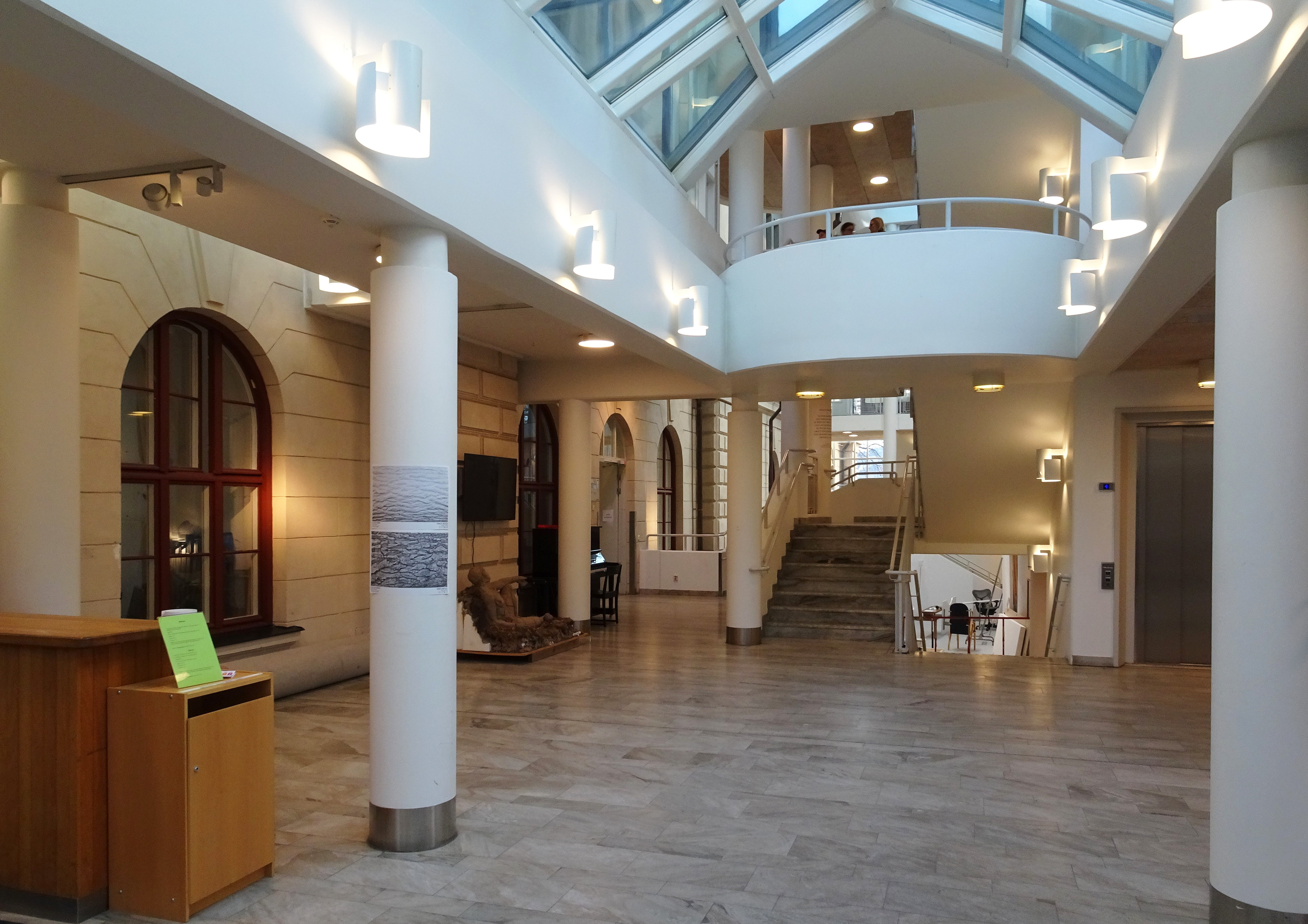
Átrio
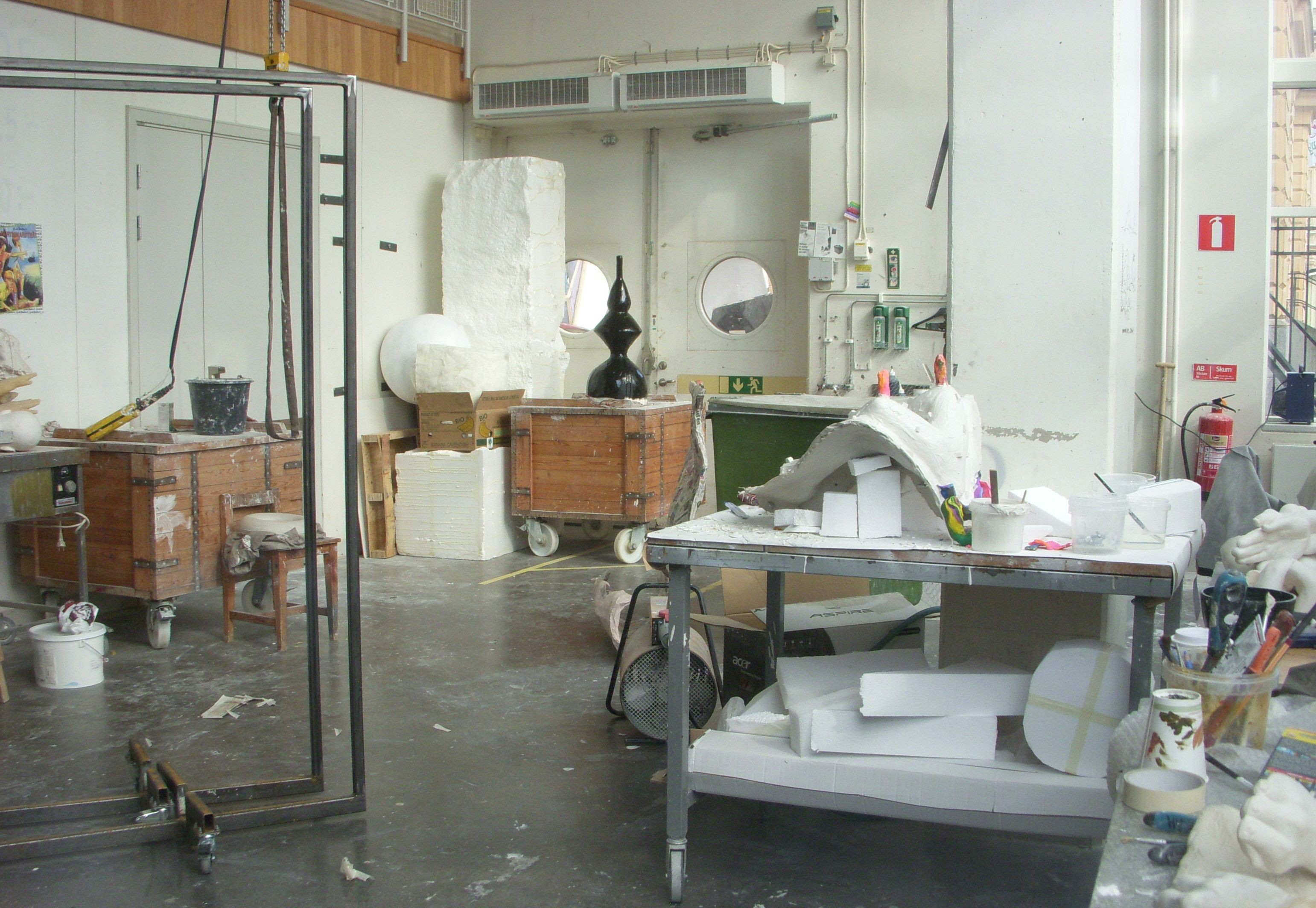
Oficina no interior do edifício